# Dub, Kotor
Dub este un sat din comuna Kotor, Muntenegru. Conform datelor de la recensământul din 2003, localitatea are 248 de locuitori (la recensământul din 1991 erau 205 locuitori).

## Demografie
În satul Dub locuiesc 182 de persoane adulte, iar vârsta medie a populației este de 36,5 de ani (37,5 la bărbați și 35,6 la femei). În localitate sunt 66 de gospodării, iar numărul mediu de membri în gospodărie este de 3,76.
Populația localității este foarte eterogenă.
|  |

| Demografie | Demografie | Demografie |
| An         | Locuitori  | Locuitori  |
| ---------- | ---------- | ---------- |
|            |            |            |
|            |            |            |
|            |            |            |
|            |            |            |
| 1948       | 185        |            |
| 1953       | 168        |            |
| 1961       | 193        |            |
| 1971       | 154        |            |
| 1981       | 152        |            |
| 1991       | 205        | 204        |
| 2003       | 249        | 248        |

| \| Componența etnică conform recensământului din 2003[2] \| Componența etnică conform recensământului din 2003[2] \| Componența etnică conform recensământului din 2003[2] \| Componența etnică conform recensământului din 2003[2] \| Componența etnică conform recensământului din 2003[2] \| \| ----------------------------------------------------- \| ----------------------------------------------------- \| ----------------------------------------------------- \| ----------------------------------------------------- \| ----------------------------------------------------- \| \| \| \| \| \| \| \| Sârbi \| Sârbi \| \| 160 \| 64,51% \| \| Muntenegreni \| Muntenegreni \| \| 52 \| 20,96% \| \| Musulmani \| Musulmani \| \| 7 \| 2,82% \| \| Croați \| Croați \| \| 5 \| 2,01% \| \| Sloveni \| Sloveni \| \| 1 \| 0,4% \| \| necunoscută \| necunoscută \| \| 0 \| 0% \| |              |  |     |        |
| Componența etnică conform recensământului din 2003 |              |  |     |        |
| |              |  |     |        |
| Sârbi | Sârbi        |  | 160 | 64,51% |
| Muntenegreni | Muntenegreni |  | 52  | 20,96% |
| Musulmani | Musulmani    |  | 7   | 2,82%  |
| Croați | Croați       |  | 5   | 2,01%  |
| Sloveni | Sloveni      |  | 1   | 0,4%   |
| necunoscută | necunoscută  |  | 0   | 0%     |